# Alice Blanchard
Pour les articles homonymes, voir Blanchard.
 (août 2012).
Si vous disposez d'ouvrages ou d'articles de référence ou si vous connaissez des sites web de qualité traitant du thème abordé ici, merci de compléter l'article en donnant les références utiles à sa vérifiabilité et en les liant à la section « Notes et références ».
Alice Blanchard, née en 1959 dans le Connecticut, est un écrivain américain, auteur de polars.

## Biographie
Après des études à Emerson et à Harvard, elle travaille dans une école spécialisée pour les sourds-muets, puis se lance dans l'écriture de polars. En 1996, sa première publication, un recueil de nouvelles intitulé The Sintman's Daughter, reçoit le Prix Katherine Anne Porter. En 1999, son premier roman, Le Bénéfice du doute, fait partie des dix meilleurs romans policiers de l'année selon le journal The New-York Times. 
Elle vit actuellement à Los Angeles.

## Œuvre

### Romans

#### SérieNatalie Lockhart
- Trace of Evil (2019)
- The Wicked Hour (2020)
- The Witching Tree (2021)

#### Autres romans
- Darkness Peering (1999)
  - Le Bénéfice du doute, Belfond (2000)
- The Breathtaker (2003)
  - Le Tueur des tornades, Belfond (2005)
- Life sentences (2006)
  - Un mal inexpiable, |Belfond (2006)
- A Breath After Drowning (2018)
- Close Your Eyes (2019)

### Recueil de nouvelles
- The Sintman's Daughter (1996)